# Casa al carrer Carrasco i Formiguera, 19-21
La casa al carrer Carrasco i Formiguera, 19-21, és un edifici del barri de Sarrià de Barcelona, declarat bé amb elements d'interès (categoria C).
Va ser construït el 1905 pel mestre d'obres Josep Arnau i Piera, conjuntament amb els tres habitatges veïns, d'estils diferents, però que formen un conjunt unitari. Es tracta de dos habitatges unifamiliars adossats, entre mitgeres, que conformen una sola unitat compositiva, inclosa dins del corrent modernista floral. Destaca la gran tribuna que presideix les entrades als habitatges i que actua com a element central de la composició de la façana, i el coronament sinuós que acaba l'edifici. La façana està tractada amb estucs imitant un encoixinat de pedra, i emmarcaments de les obertures amb motius florals, essent molt més rics a la tribuna central.